# Cynthia Barnhart
Cynthia Barnhart (1959) é uma engenheira civil e académica americana. Ela é a Chanceler do Instituto de Tecnologia de Massachusetts, a primeira mulher a ocupar essa posição, sucedendo a W. Eric Grimson em 2014. O trabalho de Barnhart concentra-se na pesquisa de transporte e operações, especializada no desenvolvimento de modelos, métodos de otimização e sistemas de suporte à decisão para problemas de transporte em larga escala. Ela também é professora do Departamento de Engenharia Civil e Ambiental do MIT, e é reitora associada da Escola de Engenharia, tendo um breve mandato como reitora interina de engenharia de 2010 a 2011.